# Grillning

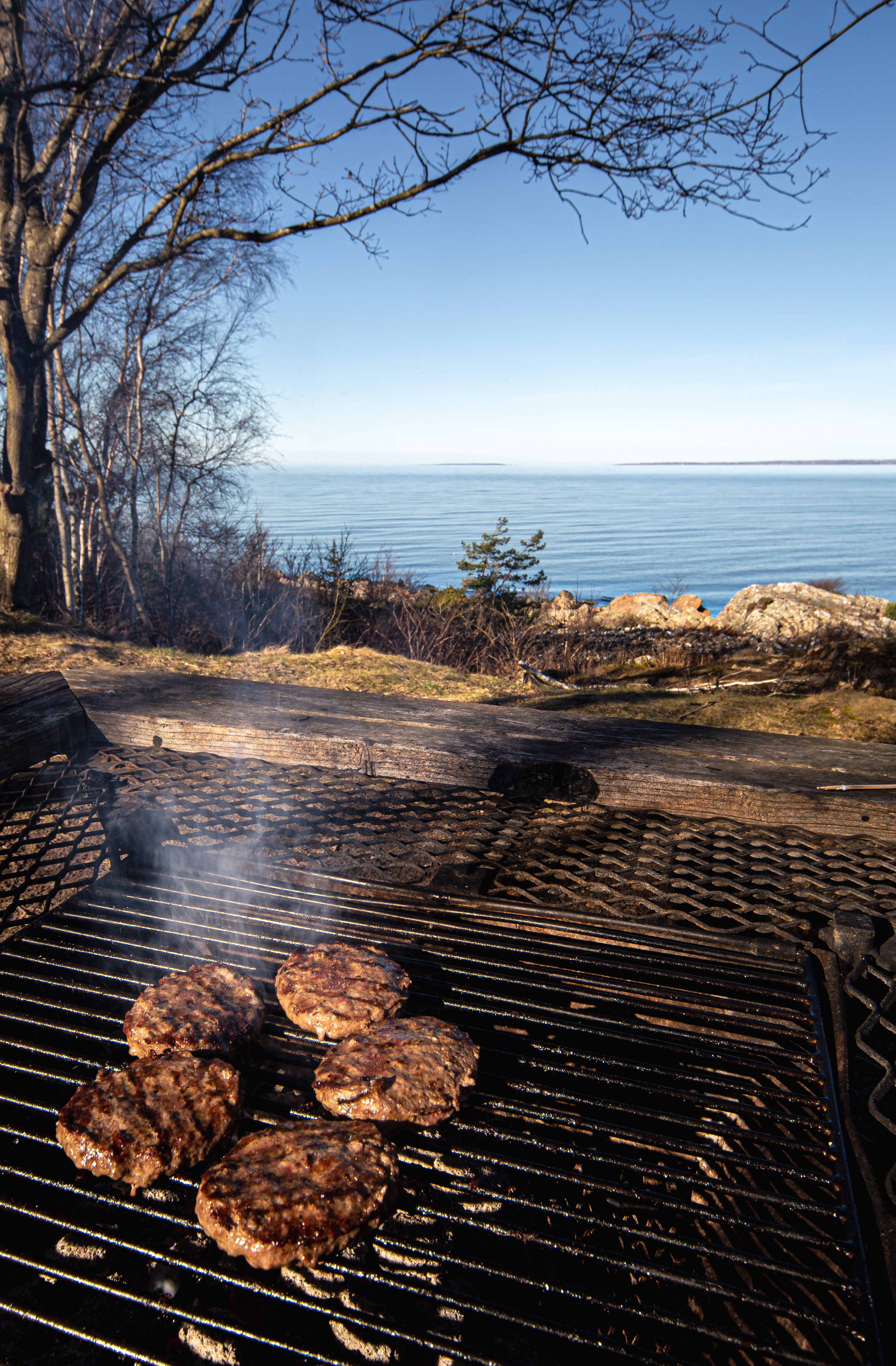
Grillning på offentlig grillplats i naturen.

Grillning är en metod för matlagning där maten hålls på decimeteravstånd från en stark värmekälla, till exempel eld eller glöd. Kött är oftast det vanligaste man brukar grilla men förutom kött kan även fisk, skaldjur och grönsaker grillas. Ibland brukar man lägga grönsaker i foliepapper innan de läggs på grillen - detta för att de inte ska torka.
För grillning används en grill eller en eldstad. Moderna elektriska köksspisar innehåller ett grillelement i ugnstaket, som upphettas till rödglödning. Det som ska grillas placeras högt upp i ugnen, nära grillelementet, dock utan att beröra det.
Det finns också elektriska bordsgrillar, som till konstruktionen är en modifikation av den elektriska brödrosten. Vissa apparater avsedda för raclette, en sorts grillad ost, kan användas även för grillning av annan mat vid bordet. Vid grillning brukar ett grillförkläde användas och för att vända det man grillar bör man använda en så kallad grilltång.